# Fernando Echávarri
Fernando Echávarri Erasum (* 13. August 1972 in Santander) ist ein spanischer Segler.

## Erfolge
Fernando Echávarri nahm dreimal an Olympischen Spielen in Mehrrümpfer-Bootsklassen teil. Mit Antón Paz belegte er zunächst 2004 in Athen in der Tornado-Klasse den achten Platz, ehe er vier Jahre darauf mit Paz in Peking vor dem australischen und dem argentinischen Boot Olympiasieger wurde. Mit 44 Punkten behaupteten sie sich auf dem ersten Platz, nachdem sie unter anderem in vier der elf Wettfahrten der Regatta Erster wurden. Bei den Olympischen Spielen 2016 in Rio de Janeiro ging er mit Tara Pacheco im Nacra 17 an den Start und schloss die Regatta auf dem elften Rang ab. Bei Weltmeisterschaften gelang Echávarri mit Antón Paz 2005 in La Rochelle und 2007 in Cascais jeweils der Titelgewinn im Tornado. 2017 sicherte er sich in La Grande-Motte mit Tara Pacheco im Nacra 17 die Silbermedaille.
2005 zeichnete der Weltverband World Sailing Echávarri und Paz als Weltsegler des Jahres aus. Im Volvo Ocean Race 2008–2009 war er Skipper der Yacht Telefonica Black, die die zehnte und letzte Etappe gewann und in der Gesamtwertung den sechsten Platz belegte.